# Leroy Merlin

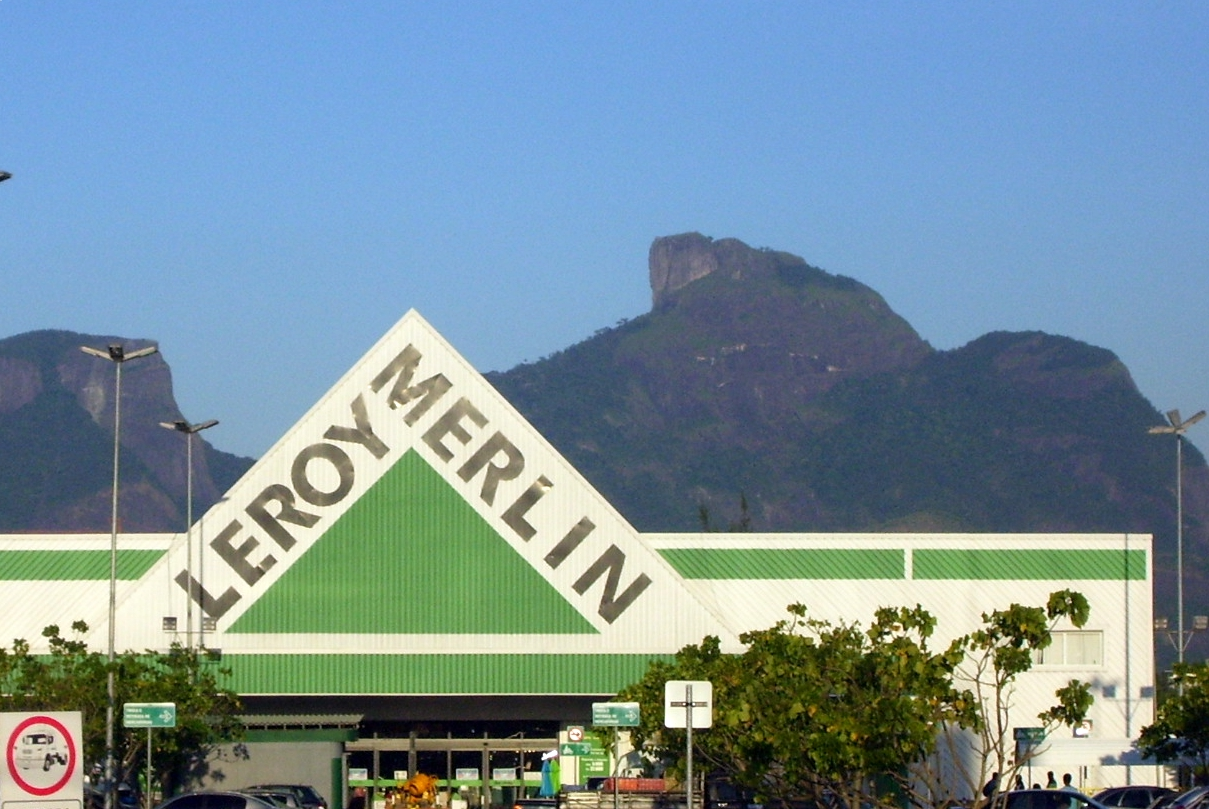
Een winkel van Leroy Merlin in Brazilië

Leroy Merlin is een van oorsprong Franse keten van bouwmarkten die handelt in doe-het-zelf- en tuinartikelen. De keten maakt deel uit van de Groupe ADEO.
In 1923 richten Adolphe Leroy en Rose Merlin, beide kinderen van middenstanders en aanstaande echtgenoten, in Nœux-les-Mines de winkel Au stock Américain op, waar zij materiaal van het Amerikaanse leger verkopen dat na de Eerste Wereldoorlog in het noorden van Frankrijk achter is gebleven. Al gauw constateren zij een grote vraag naar bouwmaterialen die zij aanleveren in de vorm van afgebroken legerbarakken, en naar decoratieve artikelen. Als zij zich hierin gaan specialiseren is de bouwmarkt geboren.
In 1960 wordt de naam van de keten veranderd in 'Leroy Merlin', naar de achternamen van de beide oprichters. In 1989 opent de keten de eerste winkel in Spanje en is de eerste internationale uitbreiding een feit. Sinds 2009 is de keten marktleider in Frankrijk. In 2010 had het bedrijf een wereldwijde omzet van 12,8 miljard euro.

## Landen
Leroy Merlin heeft filialen in:
Frankrijk, Spanje, Oekraïne, Portugal, Italië, Polen, Rusland, Griekenland, China, Brazilië en Roemenië.